# Christian Hagmaier

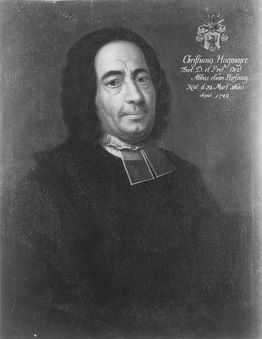
Christian Hagmaier auf einem Bild von 1742 in der Tübinger Professorengalerie

Christian Hagmaier (* 31. März 1680 in Blaubeuren; † 4. Januar 1746 in Hirsau) war ein deutscher evangelischer Theologe sowie Professor, Rektor und Prorektor an der Universität Tübingen.

## Leben
Christian Hagmaier immatrikulierte sich 1699 an der Universität Tübingen und bekam dort 1700 seinen Bacc. art. und 1702 seinen Mag. art. Er absolvierte ein Studium der Theologie. 1704 bestand er das theologische Examen. Er wurde Vikar in Wildberg. Er war Kemnat sowie Informator des späteren ordentlichen Professors für Theologie Johann Rudolf Osiander. 1706 wurde er Repetent und 1711 Diakon in Tübingen. Er bekam 1716 eine Stelle als ordentlicher Professor für Logik und Metaphysik in Tübingen. 1726 wurde er zum Dr. theol. promoviert und wurde außerordentlicher Professor für Theologie (4. Lehrstuhl), 1730 ordentlicher Professor für Theologie (3. Lehrstuhl). 1741 musste er aus gesundheitlichen Gründen von Lehramt zurücktreten. Er war Hgl. Rat und Prälat in Hirsau unter Beibehaltung von Titel und Rang eines ordentlichen Professors für Theologie. 1721 und 1738 war er Rektor sowie 1733 Prorektor der Universität in Tübingen. 1716 bis 1725 war er Rektor des Tübinger Contuberniums (Burse). Sein Porträt hängt in der Tübinger Professorengalerie.